# Karl Karlsson (Ulv)
Karl Karlsson (Ulv) var son till jarlen Karl Döve och föddes sannolikt 1220 eller 1221. 
Han levde troligen 1252 och dog tidigast 1253 och nämnes med titeln "dominus" (riddare/herre) i Birger jarls handelstraktat med Lübeck, som vittne tillsammans med de svenska biskoparna och sin brorson Karl Ulfsson, alltså jarlen Ulf fases son (traktaten är odaterad, men hänförd till 1252).
Han förde en vingad pilspets i skölden. 

## Barn
1. Ulf Karlsson (Ulv)